# Suzannah Ibsen

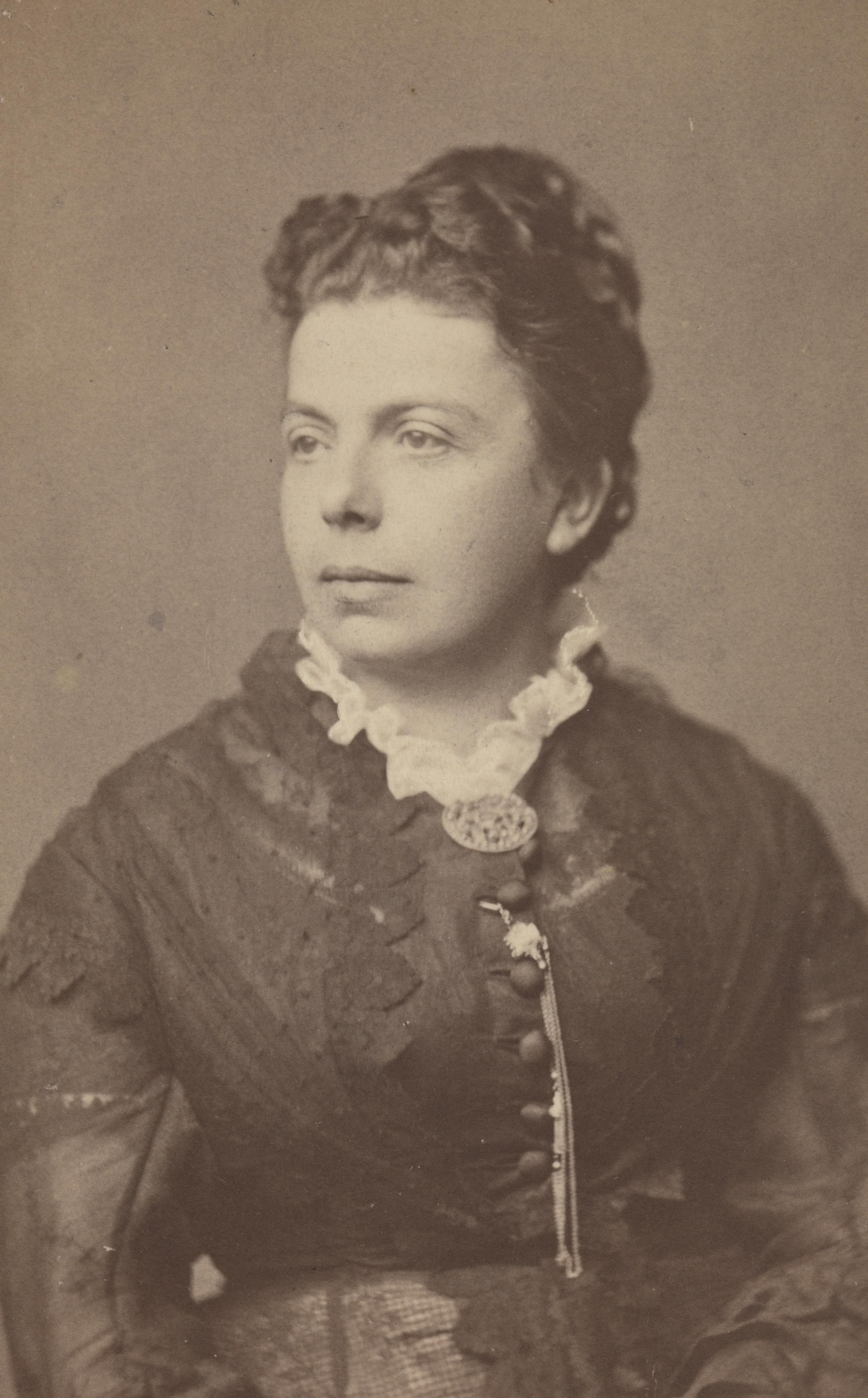
Suzannah Ibsen

Suzannah Daae Ibsen (* 26. Juni 1836 in Herøy, Norwegen als Suzannah Daae Thoresen; † 3. April 1914 in Kristiania, damaliger Name von Oslo) war die Ehefrau des norwegischen Schriftstellers und Dramatikers Henrik Ibsen.
Sie war die Tochter des Gemeindepfarrers Hans Conrad Thoresen (1802–1858) und seiner zweiten Frau Sara Margrete Daae. Nach deren Tod im Kindbett 1841 heiratete er die dänische Gouvernante der Familie, Magdalene Thoresen (1819–1903).
Die Familie zog nach Bergen, wo Hans Conrad Thoresen eine Stelle als Propst in der Kreuzkirche antrat. Magdalene Thoresen, selbst eine bekannte Schriftstellerin, unterhielt in Bergen einen „Literarischen Salon“. Nachdem Henrik Ibsen, der zu dieser Zeit Theaterregisseur des „Det norske Theater“ war, seinen ersten großen Erfolg mit dem Stück Gildet på Solhoug (Das Fest von Solhaug) feierte, wurde er zu den literarischen Treffen eingeladen. Bei diesen Treffen lernte er 1856 die Tochter des Hauses kennen.
Suzannah Thoresen und Henrik Ibsen verlobten sich zwei Jahre später und heirateten am 18. Juli 1858. Aus der Ehe ging das einzige Kind Sigurd Ibsen (* 23. Dezember 1859; † 14. April 1930) hervor.
Suzannah Ibsen tat sich als literarische Beraterin, besonders bei der Gestaltung der Frauenrollen im Werk ihres Mannes, hervor. So setzte sie durch, dass in Ibsens Drama Et dukkehjem (Nora oder ein Puppenheim) Nora ihren Mann Helmer verlässt. 1858 übersetzte sie das Theaterstück Graf Waldemar des deutschen Schriftstellers Gustav Freytag für das „Kristiania norsk Theater“ ins Norwegische.
Suzannah und Henrik Ibsen sind auf dem Vår Frelsers Gravlund in Oslo bestattet.